# A sárkány legendája
A sárkány legendája (eredeti cím: Legend of the Dragon) angol televíziós 2D-s számítógépes animációs sorozat, amelyet a BKN International készített. Magyarországon a Megamax adta.

## Ismertető
A történet Kínában játszódik, a modern csodák és az ősi minisztériumok földjén. Ez egy olyan világ, ahol a régi találkozik az újjal és a sötét a fénnyel. Yin és Yang univerzális egyensúllyal, harmonikusan helyén tart mindent. A templom őrzői eltávoztak a túlvilágra és az ez előtti Arany Sárkány is. Ki kell választani egy új arany sárkányt.. A sárkány évében született egy ikerpár, akik az erő várományosai. A kettőjük közül csak az egyikőjüket választhatják ki. Fontos, hogy milyen erős a köztük lévő kötelék. Ang nem hisz abban, hogy az új Arany Sárkány belőle válik, mert tudja, hogy Ling a legnagyobb erővel rendelkező harcos, a sárkány dojo-ban. De Ling pedig biztos abban, hogy majd belőle lesz, az Arany Sárkány. Miközben Chin mester a sárkány erejét összehívja, azért hogy új Arany Sárkányt válasszon, nem mást mint az erő Ang-ot választja. Ling elviharzik a templomból, mert megalázták és dühös, valamint az árnysárkány sötét és gonosz ereje megkísértést tett rá. Innentől kezdve kénytelen lett Ang-al a ikerpárjával szemben harcolni.

## Szereplők
- Ling Leung
- AngLeung
- Beingal
- Xuan Chi
- Master Chin
- Zodiac Master
- The Emperor of the Darkest Yin
- Lo Wang
- Chow
- Shoong
- Ming
- Robbie
- Billy
- Cobra
- Hye
- Mana-Ho
- K-ho
- Yin Wi
- Victor
- Chang Wo
- Sabre-Claw
- The Jaguar King
- Tex

## Magyar hangok
- Markovics Tamás – ?
- Pupos Tímea – ?
- Kassai Károly – ?
- Pál Tamás – ?
- Dögei Éva – ?
- Pálmai Szabolcs – ?

## Epizódok
1. A tűz próbája 1. rész
2. A tűz próbája 2. rész
3. Célpontban a tigris
4. Hősbálványozás
5. Ingatag talajon
6. A szahazmus mestere
7. A változások temploma
8. Tudatmódosítás
9. Csaucsau
10. Majom küldetés
11. A sötét dzsinn uralkodója
12. Az utolsó sárkány
13. A sötét templom szelleme
14. Nővérnővér
15. Sággáló szövetség
16. Páncél
17. Az erdőtolvaj
18. Lókaland
19. Sötét xuan
20. Méreg
21. A sötét ling hatalma
22. Kutyaharapásszűrével
23. Gördeszkás őrzők
24. Elveszve és megtalálva
25. Dupla sárkány
26. A majom lát, a majom tesz
27. Az árnyéksárkány temploma 1. rész
28. Az árnyéksárkány temploma 2. rész
29. A farkas közbelép
30. Macska, kutya és sárkány
31. Árnyéktigris, kettescsapás
32. Összhangtalanság
33. Patkánytámadás
34. Megbabonázva
35. Barát vagy ellen
36. Az aranybébiszitter
37. Árnyékmajomgond
38. Fagyos farkastörvények
39. A sárkánysziget